# カルメン・ポロ
マリア・デル・カルメン・ポロ・イ・マルティネス＝バルデス（スペイン語: María del Carmen Polo y Martínez-Valdés、1900年6月11日 - 1988年2月6日）は、スペインの貴族。総統フランシスコ・フランコの妻で、初代フランコ女公爵カルメン・フランコの母。王政復古後にはグランデの格式を有する初代メイラス女卿に叙された。

## 経歴

### 生い立ち
父はオビエドの弁護士フェリペ・ポロ・イ・フロレンス・デ・ベレテラ（Felipe Polo y Flórez de Vereterra, 1860–1926)。母はラモナ・マルティネス＝バルデス・イ・マルティネス＝バルデス（Ramona Martínez-Valdés y Martínez-Valdés, 1870-1914）。ポロ家は資産家で地元の有力者であり、保守的で敬虔なカトリックだった。彼女も修道院付属学校に通って育ち、カトリックに深く帰依した。
17歳の時に慈善パーティーの席上でオビエドの王子連隊に所属する23歳の陸軍将校フランシスコ・フランコ少佐と出会い、双方が一目ぼれして付き合うようになった。カルメンによれば彼女の父は平和主義者で軍を好んでおらず、またもし戦死したら未亡人になってしまうことから軍人の妻になることに反対したという。しかし父親の反対も二人を引き裂くことはできず、逢瀬を重ねた。やがてフランコはスペイン領モロッコに転勤することになったが、彼女の父親がもはや無視できないほど出世して帰ってくると彼女に約束してオビエドを発ち、二人はその間も連絡を取り合った。その間、父親が様々な縁談話を彼女に持ってきたが、すべて断ってフランコの帰りを待ち続けた。
1923年に中佐となっていたフランコがオビエドに帰ってきたとき、彼は大きな出世をしていた。当時彼はスペイン外人部隊の指揮官であり、国王アルフォンソ13世からも新進気鋭の将校として期待され、王室の侍従の名誉称号を与えられていた。その縁故で国王が二人の結婚の立会人になることを承諾、ここまで既成事実を積み上げられてはカルメンの父ももはや反対できず、二人の結婚を認めた。

### フランコと結婚

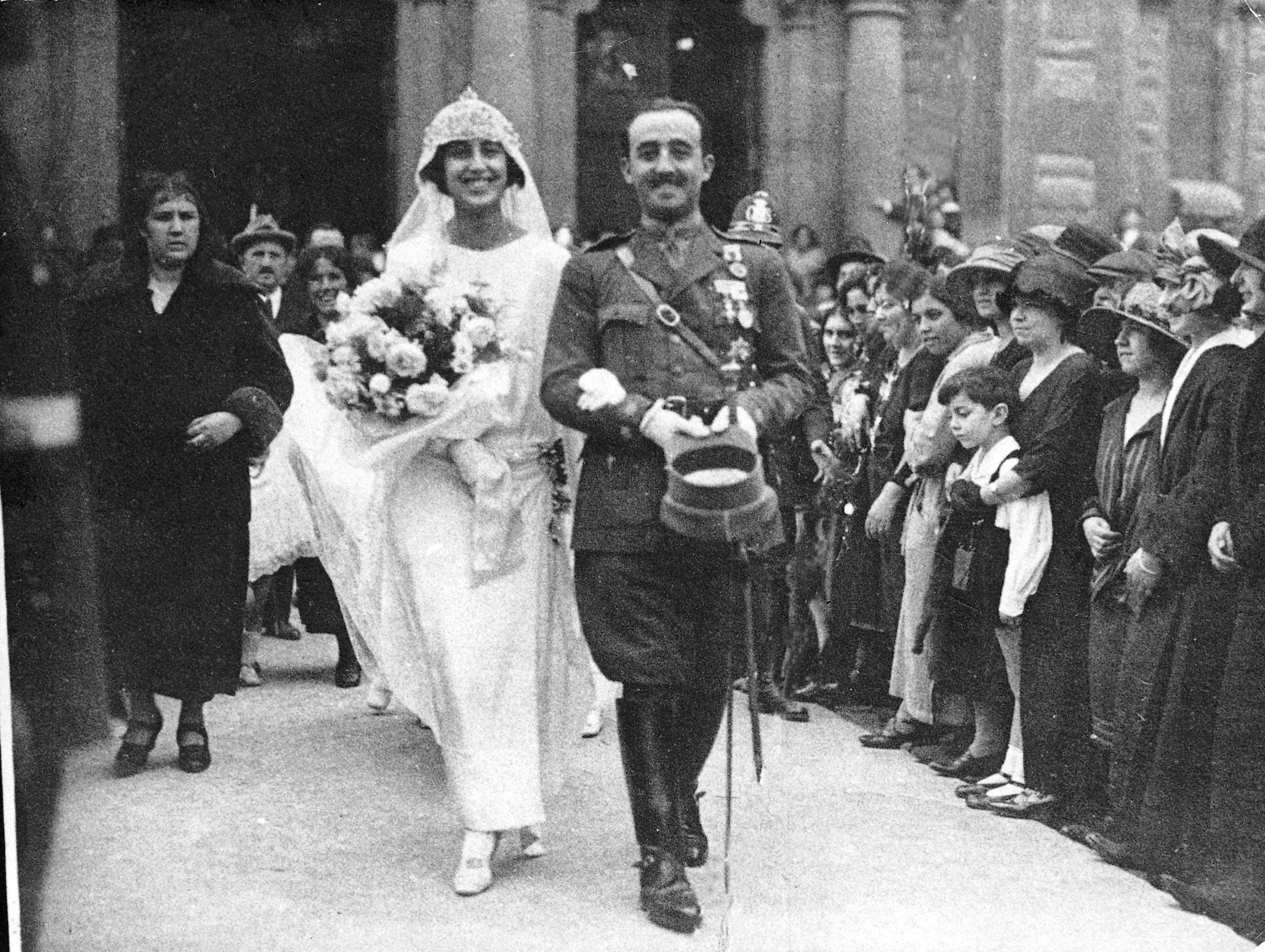
フランコとカルメンの結婚式

1923年10月22日にオビエドにあるサン・フアン・レアルの教会でフランコと結婚した。国王が立会人を務めるという話になっていたが、結局結婚式には国王自身ではなく国王の名代としてアストゥリアスの軍政官が出席した。
ハネムーンを終えると彼女は夫とともにスペイン領モロッコへ移る決意を固めた。当時のスペイン領モロッコは先住民ベルベル人の反乱が激しく、スペイン軍は追い詰込まれており、妻として付いていくには危険な場所であった。その後フランス（フランス領モロッコを持つ）がリフ山脈南部の割譲を条件にスペイン軍に助力したことで先住民の反乱は平定され、1926年にフランコは最も若い将官に列した。
この1年後に一人娘のカルメン・フランコを儲けた。また夫が陸軍士官学校の校長に任命されたためスペインに帰国することになった。1929年の世界大恐慌を契機にスペインで反君主制の機運が高まり、1931年にスペイン第二共和政が樹立された。共和政下でもフランコは君主制への共感と共和制への敵意を隠さなかったが、アストゥリアスの反乱鎮圧などで功績を上げたため出世を続け、1935年には陸軍参謀総長に就任した。しかし1936年の左翼政権「人民戦線」政府の誕生でカナリア諸島守備隊司令官に左遷された。彼女も夫とともにカナリア諸島のテネリフェ島へ移った。

### スペイン内戦

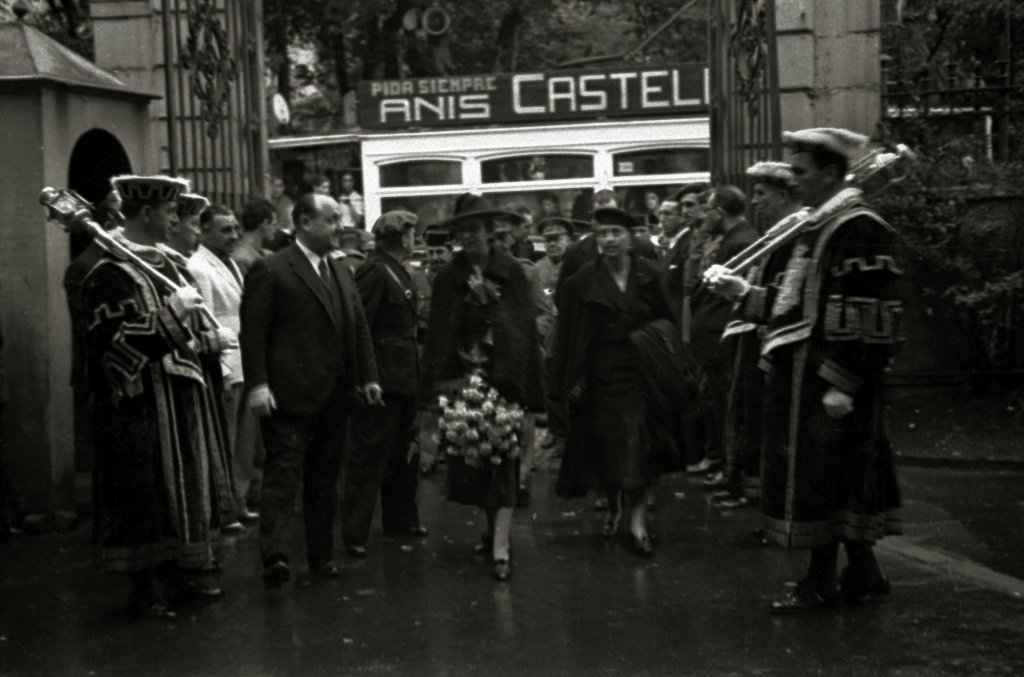
1939年バスク州サン・セバスティアンを訪問したカルメン

夫が「人民戦線」政府に対して反旗を翻してスペイン内戦を開始すると彼女と娘はひとまずフランスに亡命した。ドイツとイタリアの支援を受ける夫率いる反乱軍がソ連の支援を受ける「人民戦線」政府からスペイン領土のかなりの部分を奪取した後の1936年9月にフランスを離れて海路でポルトガルへ向かい、そこからスペイン西部カセレスに入り、夫と合流した。同年10月1日のフランコの国家元首と大元帥への就任式には彼女と娘の姿もあった。
その後も1939年までスペイン内戦は続いたが、その間は彼女と娘はサラマンカにある司教の宮殿で暮らした（カトリック教会はフランコを支持していた）。1939年3月28日に反乱軍がマドリードを陥落させ、「人民戦線」政府は崩壊、名実ともに夫がスペインの統治者となった。

### 総統夫人として

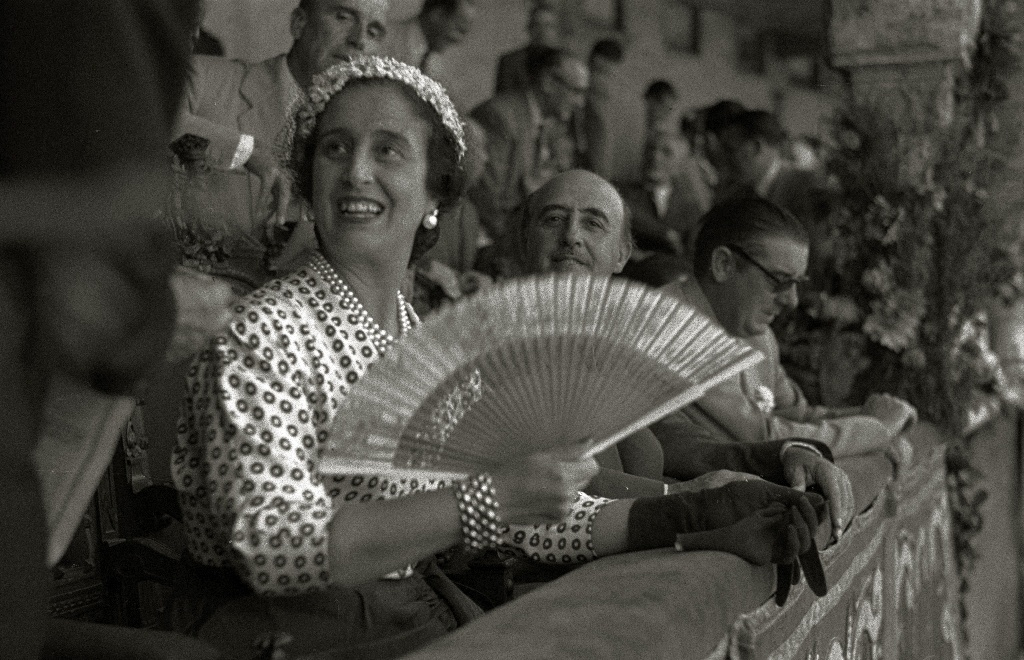
1950年カルメン総統夫人とフランコ総統

内戦勝利後、フランコとカルメンは自らの居城としてマドリードの北西20キロの所にあるエル・パルド宮殿を定めた。ここは16世紀にフェリペ2世がフランスのシャトー風に改築した宮殿であり、カルメンの希望でプールやテニスコート、ゴルフ場も新たに作られた。
スペイン統治に当たって夫に与える彼女の影響力は極めて大きかったという。
1947年に国家元首継承法が制定され、正式に君主制が復活したことが宣言され、フランコ存命中は彼が終身で国家元首を務めるが、彼の死後は旧王室ボルボン家（ブルボン家）のメンバーが国王としてフランコの後継者になることが定められた。カルメンは国王の存在しない君主制下の統治者は国王に等しいと考え、自身を王妃と見做して振舞うようになった。社交界の催しにカルメンが姿を見せた時は「王妃のマーチ」が演奏されねばならなかったが、これは王室だけの特権だった。彼女は国内でも国外（戦後スペインは国際的に孤立していたため、国際社会で彼女が出る場は限られていたが）でも公的な場で身分を誇示することを好み、同席者には自分に対してしかるべき尊敬と恭しい態度をとることを要求した。
またビジネスも行い、マドリードや外国（主にスイス）の不動産取引で大きな財を築いた。

### 夫の死後
1975年11月20日に夫のフランコが死去。フランコの遺言に従ってフアン・カルロス1世がスペイン国王に即位し、彼女はメイラス女卿、娘はフランコ女公爵に叙された。王政復古後もフランコ支持者たちから偶像視され続けたが、これ以降カルメンは引退生活に入って公式の場にほとんど姿を見せなくなった。
1988年2月6日にマドリードで死去。87歳だった。エル・パルドにあるミンゴルビオ墓地に葬られた（戦没者の谷に埋葬されていたフランコも2019年10月24日にこの墓地に移されてカルメンとともに再埋葬された）。
メイラス卿位は孫にあたるフランシスコ・フランコが継承した。